# Phare d'Arctowski
Le phare d'Arctowski (en polonais : Latarnia Morska Arctowski) est un phare situé sur l'Île du Roi-George dans l'archipel des Îles Shetland du Sud en Antarctique.

## Histoire
Ce phare récent est installé à la Base antarctique Arctowski, une station de recherche polonaise mise en service le 26 février 1977 qui porte le nom du scientifique Henryk Arctowski. La construction du phare a commencé en décembre 1977 et il a été mis en service le 16 mars 1978.
La tourelle métallique de 6 m de haut,avec galerie et lanterne, et de 80 cm de diamètre est érigée sur un haut bloc basaltique au bord de la Baie de l'Amirauté, à Point Thomas (en). A proximité immédiate du phare se trouve un groupe d'écueils Cap Cormorans. C'est pour cela que le phare d'atterrissage fonctionne 24 heures par jour et il est alimenté par un générateur. Il aide à la navigation dans la baie de l'Amirauté pour l'approvisionnement de la base scientifique et aussi pour les navires de croisière.
En 2006, le phare a été repeint de deux bandes horizontales (blanc sur le dessus et rouge ur le dessous). Il porte aussi l'inscription verticale ARCTOWSKI.
Identifiant : ARLHS : SSI001 - Amirauté : G1387.4 - NGA : 111-2728.

## Caractéristique dufeu maritime
- Fréquence sur 9 secondes :
  - Lumière : 3 secondes
  - Obscurité : 6 secondes

|                  |
| Base d'Arctowski |

|          |
| Le phare |

|                   |
| Arctowski (carte) |

### Lien connexe
- Liste des phares de Pologne